# يزيد بن عبد الملك
أبُو خالِد يَزيد الثَّانِي بن عَبدَ المَلِك بن مُروان بن الحَكَم بن أبي العاص الأُمَويُّ القُرَشيُّ (71 - 105 هـ / 690 - 724 م) تاسع خلفاء الدولة الأموية ولي الخلافة بدمشق بعد وفاة الخليفة عمر بن عبد العزيز سنة 101 هـ وهو ابن تسع وعشرين سنة في قول هشام بن محمد بعهد من أخيه سليمان بن عبد الملك، ويعرف بيزيد الثاني. بسبب ضعف يزيد بن عبد الملك في أدائه السياسي، ثار الخوارج وغيرهم في عهده عدة مرات.

## نسبه
- هو: يزيد بن عبد الملك بن مروان بن الحكم بن أبي العاص بن أمية
- أمه: عاتكة بنت يزيد بن معاوية بن أبي سفيان بن حرب بن أمية.

## خلافته

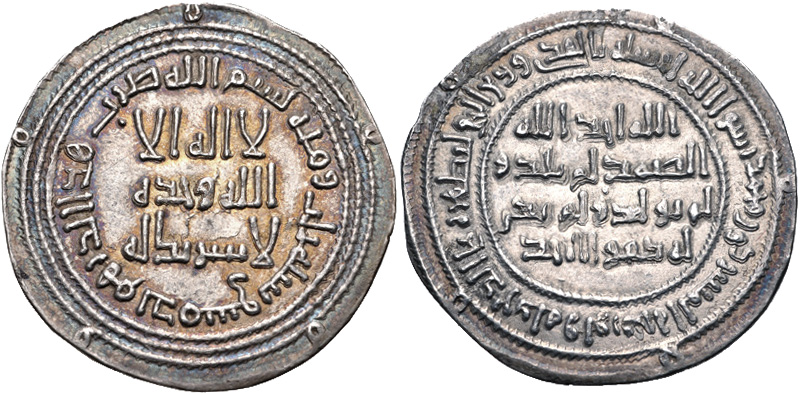
درهم يزيد الثاني - صدر في دمشق سنة 721-722م

قال «عبد الرحمن بن زيد بن أسلم»: لما ولى يزيد الخلافة قال سيروا بسيرة عمر بن عبد العزيز فأتى بأربعين شيخا فشهدوا له ما على الخلفاء حساب ولا عذاب وقال ابن الماجشون لما مات عمر بن عبد العزيز قال يزيد والله ما عمر بأحوج إلى الله مني فأقام أربعين يوما يسير بسيرة عمر بن عبد العزيز ثم عدل عن ذلك وقال «سليم بن بشير»: كتب عمر بن عبد العزيز إلى يزيد بن عبد الملك حين أحتضر سلام عليك أما بعد فإني لا أراني إلا لملبي فالله الله في أمة محمد فإنك تدع الدنيا لمن لا يحمدك وتقضي إلى من لا يعذرك والسلام.
كانت أيامه أيام فتوحات وغزوات، أعظمها حرب الجراح الحكمي في بلاد ما وراء النهر مع الترك واللان وأنتصر عليهم. وفي سنة 102 هـ، خرج يزيد بن المهلب على الخلافة فوجه إليه مسلمة بن عبد الملك فهزم يزيد وقتل وذلك بالعقر موضع بقرب كربلاء قال الكلبي: نشأت وهم يقولون ضحى بنو أمية يوم كربلاء بالدين ويوم العقير بالكرم.
وكان يزيد بن عبد الملك من أصحاب المروءات مع إفراط في طلب الملذات، فقد هام حبًا بجاريتين من جواريه، إحداهما تدعى حبابة والأخرى تسمى سلامة وقد تتيم بحب حبابة وبنى لها قصرًا جميلًا بدمشق وزينة وجهزه بأفضل الزينة واشتهرت قصة حبابة أيما شهرة في التاريخ، ومات بعد موتها بأيام يسيرة يقال سبعة عشر يومًا. ولا يعلم خليفة مات عشقًا غيره. وقد ذكرت روايات غير مؤكده عنه بما لا يليق بسبب عشقه للجاريات، وإلى ما ذلك غير أن بعض المؤرخين ومنهم المؤرخ ابن تغري بردي صاحب كتاب (النجوم الزاهرة) يرفضون هذه الروايات ويردونها إلى نقمة العباسيين المتمردين على الأمويين وخاصة في هذه الفترة من أواخر حكم الأمويين، وأنها مدسوسة ومغرضة.
جاء في مروج الذهب للمسعودي صفحة 210 :
كان أبو حمزة الخارجي إذا ذكَرَ بني مروان وعابهم ذكر يزيد بن عبد الملك فقال: أقعد حَبَابة عن يمينه وسَلاَّمة عن يساره، ثم قال: أريد أن أطير، فطار إلى لعنة اللّه وأليم عذابه.

## الثورات الداخلية في عهده
حدث في عهده عدد من الثورات ومنها:
- ثورة يزيد بن المهلب وأنتهت بمقتل ابن المهلب في معركة العقر
- حركات الخوارج

1. حركة شوذب اليشكري
2. حركة مسعود العبدي
3. حركة مصعب الوالبي
4. حركة عقفان

- حركة شريم اليهودي

## وفاته
مات يزيد في أواخر شعبان سنة 105 هـ، ويقال بأنه مات وعمره أربعة وثلاثون عامًا، وفي روايات أخرى غير ذلك ودام حكمه أربعة سنوات ونيف من الأشهر. قيل إنه مات بحوران ونقل إلى دمشق وصلى عليه ابنه الوليد وكان عمره خمسة عشر عامًا وأخوه هشام بن عبد الملك وتذكر الروايات إنه حمل على أعناق الرجال ودفن بين باب الجابية في دمشق.

## أولاده
له من الأولاد:
- الوليد بن يزيد بن عبد الملك بن مروان، خليفة من خلفاء بني أمية.
- الغمر بن يزيد بن عبد الملك بن مروان، قُتِل يوم معركة نهر أبي فطرس مع 80 رجلاً من بني أمية ضد عبد الله بن علي القائد العباسي العسكري بعد قيام الخلافة العباسية.
- يحيى بن يزيد بن عبد الملك بن مروان.
- سليمان بن يزيد بن عبد الملك بن مروان.
- داود بن يزيد بن عبد الملك بن مروان.
- درج بن يزيد بن عبد الملك بن مروان.
- عبد الجبار بن يزيد بن عبد الملك بن مروان، قُتِل في يوم معركة نهر أبي فطرس.
- عبد الله بن يزيد بن عبد الملك بن مروان، أُمّه سعدة بنت عبد الله بن عمرو بن الصحابي والخليفة عثمان بن عفان الأموية.
- أبو سفيان بن يزيد بن عبد الملك بن مروان.
- هاشم بن يزيد بن عبد الملك بن مروان.
- العوّام بن يزيد بن عبد الملك بن مروان.
- درج الثاني بن يزيد بن عبد الملك بن مروان.
- عاتكة بنت يزيد بن عبد الملك بن مروان، تزوجها ابن عمها محمد بن الخليفة الوليد بن عبد الملك.